# Voyage en Orient (Nerval)
Voyage en Orient est un ouvrage de Gérard de Nerval paru en 1851.

## Présentation générale
Cet ouvrage reflète une vision très personnelle de l'Orient. C'est en fait une construction toute poétique où la symbolique, l'ésotérisme sont, comme d'habitude chez Nerval, omniprésents. Les différentes parties qui forment le Voyage commencèrent à être publiées à partir de 1840 et furent rassemblées en vue de la parution de l'ensemble plus d'une dizaine d'années plus tard.
Ce parcours littéraire, s'il commence par la Suisse et l'Allemagne, ne s'y attarde pas. Dans son introduction (« Vers l'Orient »), Nerval décrit Vienne et les aventures qu'il y vit, puis la Grèce. Mais ce seront l'Égypte (« Les Femmes du Caire »), le Liban (« Druses et Maronites ») et Constantinople (« Les Nuits du Ramazan ») qui constitueront successivement les objets principaux de son récit.
Le Voyage est certes basé sur des expériences physiques personnelles de "Gérard", c'est-à-dire sur son déplacement jusqu'à Vienne en 1839-1840 et sur sa visite de l'Égypte, du Liban, de Rhodes, de la Syrie et de la Turquie en 1843. Il est aussi l'occasion de profiter d'une mode (on pense à Byron, à Chateaubriand, à Lamartine) et de montrer son talent de prosateur. Il reflète surtout une possibilité que Nerval crut saisir : celle de retrouver les origines communes de différentes civilisations en exprimant la singularité de son destin, de sa trajectoire tant mystique que poétique.

## Galerie d'images

L'Orient des voyageurs au milieu du XIXe siècle
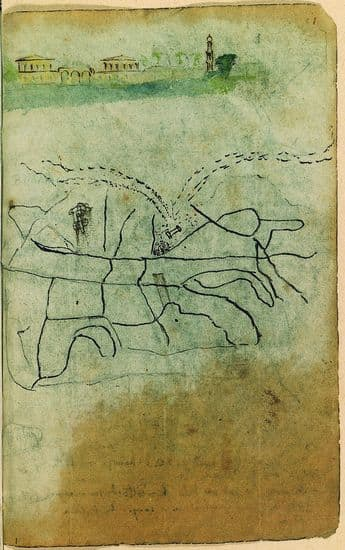
Gérard de Nerval. Carnet de voyage en Orient, 1843. Les bords du Nil et ébauche d'un plan du Caire. BNF.
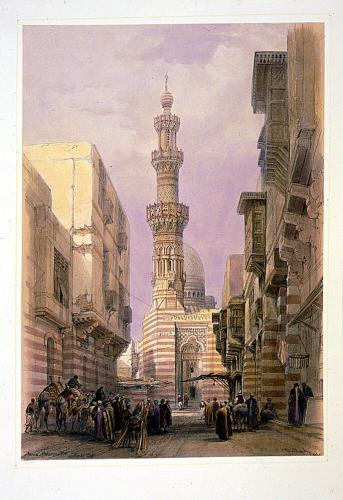
Quartier de Boulaq au Caire, par David Roberts et Louis Haghe, 1842-1849.
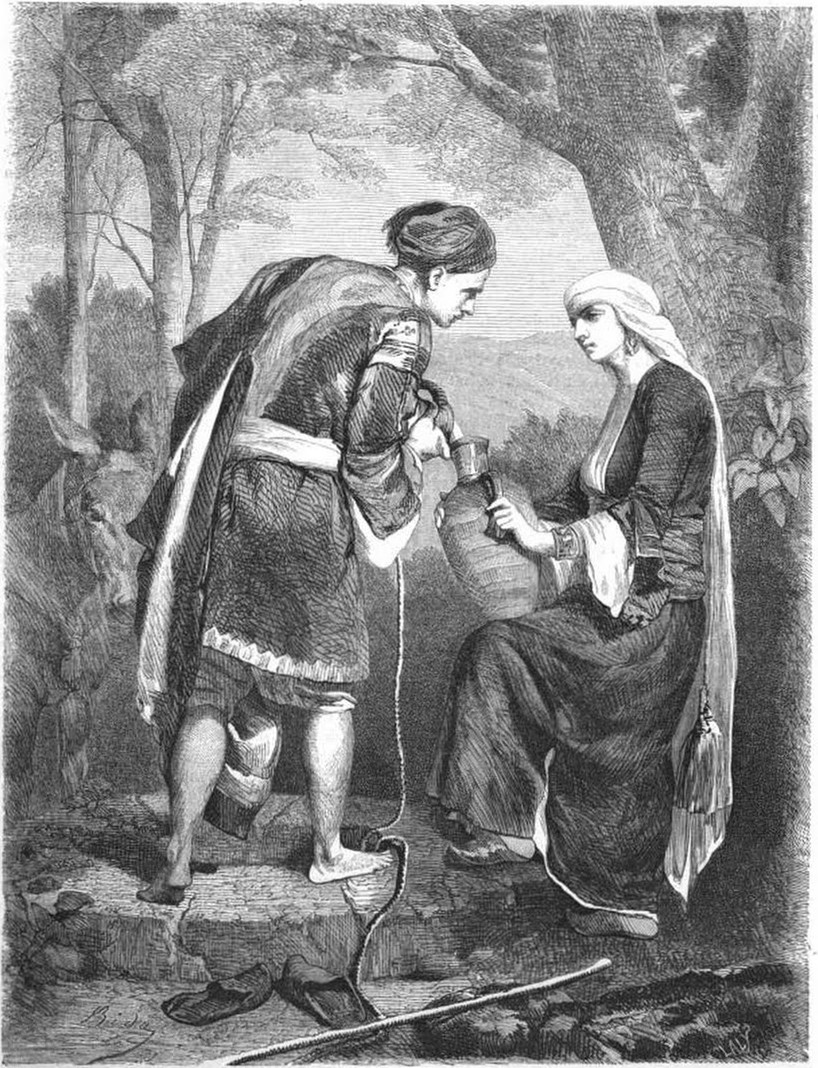
Homme et femme maronites du Liban, par Alexandre Bida, Le Tour du monde, 1861.
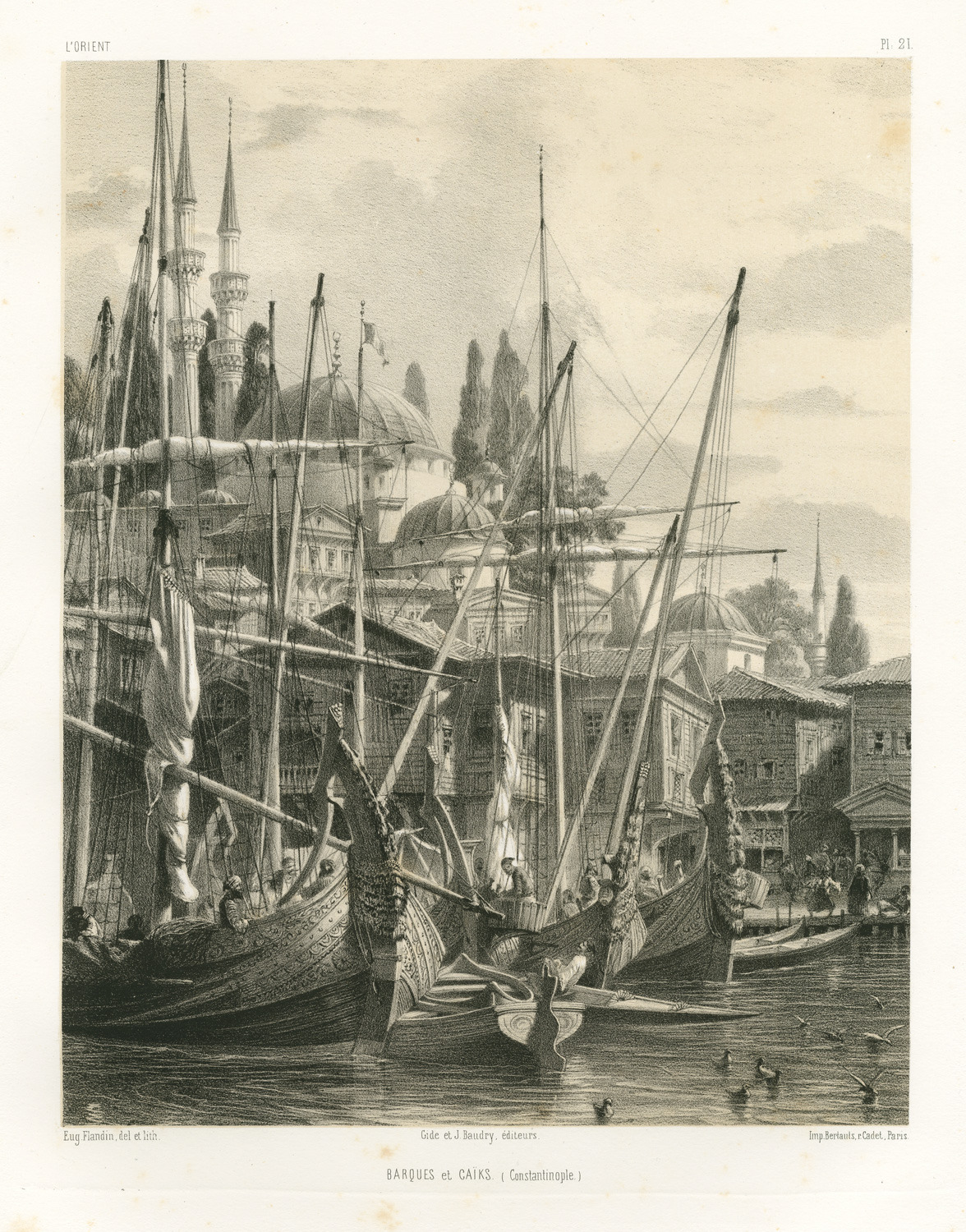
Barques et caïques à Constantinople, par Eugène Flandin, 1853.